# 채하루
채하루는 《포켓몬스터 W》에 나오는 등장인물중 하나로 채박사의 딸이다. 파트너 포켓몬은 이브이이다.